# Arachnodes ampasindavae
Arachnodes ampasindavae là một loài bọ cánh cứng trong họ Bọ hung (Scarabaeidae).